# Đại hỏa hoạn Smyrna

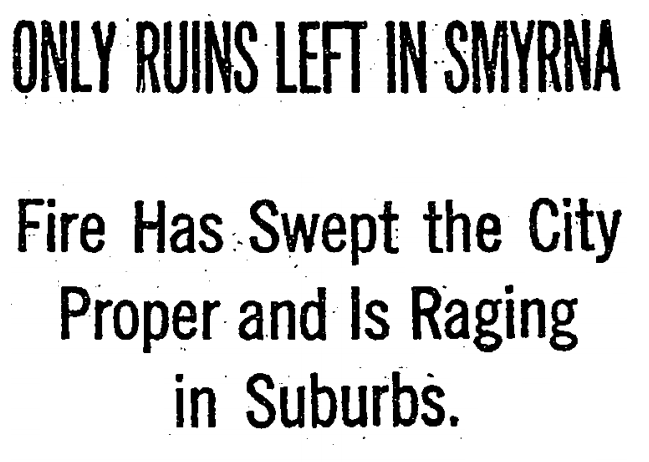
Tựa đề của bài báo về vụ hỏa hạn trong tờ The New York Times ngày 17 tháng 9 năm 1922. Tạm dịch: Smyrna chỉ còn đống tro tàn.

Đại hỏa hoạn Smyrna hay thảm hoạ Smyrna (tiếng Hy Lạp: Καταστροφή της Σμύρνης; tiếng Thổ Nhĩ Kỳ: 1922 İzmir Yangını) là một vụ hỏa hoạn lớn xảy ra tại thành phố cảng Smyrna (İzmir, Thổ Nhĩ Kỳ hiện đại) vào tháng 9 năm 1922. Các nhân chứng kể lại rằng lửa bắt đầu vào ngày 13 tháng 9 năm 1922 và kéo dài cho đến khi nó bị dập tắt ngày 22 tháng 9. Vụ hỏa hoạn xảy ra bốn ngày sau khi lực lượng Thổ Nhĩ Kỳ giành lại quyền kiểm soát thành phố vào ngày 9 tháng 9, về cơ bản kết thúc cuộc chiến tranh Hy Lạp-Thổ Nhĩ Kỳ kéo dài hơn ba năm kể từ khi quân đội Hy Lạp đổ bộ vào Smyrna vào ngày 15 tháng 5 năm 1919. Số người Hy Lạp và Armenia tử vong do đám cháy nằm trong khoảng từ 10.000 đến 100.000 người, đồng thời phần lớn Smyrna bị phá hủy.
Khoảng 50.000 đến 400.000 người tị nạn Hy Lạp và Armenia đã chen nhau trên bờ sông để trốn khỏi ngọn lửa. Họ bị buộc phải sống trong điều kiện khắc nghiệt trong gần hai tuần. Quân đội Thổ Nhĩ Kỳ bắt đầu các hoạt động thảm sát và tàn bạo với người Hy Lạp và Armenia trong thành phố trước khi ngọn lửa bùng cháy. Nhiều phụ nữ bị hãm hiếp. Hàng chục ngàn đàn ông Hy Lạp và Armenia (ước tính khác nhau từ 25.000 đến 100.000) sau đó đã bị trục xuất vào nội địa Anatolia, nơi nhiều người trong số họ đã chết trong điều kiện khắc nghiệt.
Hỏa hoạn sau đó đã phá hủy hoàn toàn các khu vực sinh sống của người Hy Lạp và Armenia trong thành phố; các khu Hồi giáo và Do Thái tránh được vụ hỏa hoản. Có nhiều báo cáo và lời khai khác nhau về người chịu trách nhiệm về hỏa hoạn; một số nguồn và học giả cho rằng nó là do binh lính Thổ Nhĩ Kỳ gây cháy nhà ở và cửa hàng Hy Lạp và Armenia, trong khi các nguồn tin thân Thổ Nhĩ Kỳ cho rằng người Hy Lạp và người Armenia đã bắt đầu cuộc hỏa hoạn nhằm phá hoại danh tiếng của người Thổ Nhĩ Kỳ. Lời khai của các nhân chứng phương Tây đã được in ra nhiều tờ báo phương Tây.

## Bối cảnh
Thành phân dân số Kitô giáo với Hồi giáo tại Smyrna còn nhiều tranh cãi, nhưng thành phố vẫn là một trung tâm đa văn hóa và sắc tộc cho đến tháng 9 năm 1922. Các nguồn khác nhau nói người Hy Lạp hoặc người Thổ Nhĩ Kỳ chiếm phần lớn dân số thành phố. Theo Katherine Flemming, trong năm 1919–1922 số người Hy Lạp tại Smyrna vào khoảng 150.000, chiếm gần một nửa dân số thành phố, gấp đôi số người Thổ. Ngoài người Thổ và Hy Lạp, Smyrna còn có cộng đồng người Armenia, Do Thái và Levant đáng kể. Theo Trudy Ring, trước Thế chiến thứ nhất, số người Hy Lạp tại đây là 130.000 trong tổng số 250.000, không tính người Armenia và những người đạo Kitô khác.
Theo điều tra dân số của Đế quốc Ottoman năm 1905, có 100.356 người Hồi giáo, 73.636 người Chính thống giáo, 11.127 người Kitô giáo Armenia, và 25.854 người khác; năm 1914, con số được cập nhật thành 111.486 người Hồi giáo so với 87.497 người Chính thống giao Orthodox Christians.
Theo Henry Morgenthau, Đại sứ Hoa Kỳ tại Đế quốc Ottoman lúc bấy giờ, hơn một nửa dân số của Smyrna là người Hy Lạp. Lãnh sự Mỹ tại Smyrna lúc này, George Horton, viết rằng trước khi ngọn lửa diễn ra có 400.000 người sống tại thành phố Smyrna, trong đó có 165.000 người Thổ, 150.000 người Hy Lạp, 25.000 người Do Thái, 25.000 người Armenia, và 20.000 người nước ngoài—10.000 người Ý, 3.000 người Pháp, 2.000 người Anh, cùng 300 người Mỹ. Phần lớn người Hy Lạp và Armenia theo Kitô giáo.
Ngoài ra, theo nhiều học giả, trước chiến tranh, thành phố này có nhiều người Hy Lạp hơn cả Athens, thủ đô của Hy Lạp. Người Ottomans thời đó gọi thành phố này là Infidel Smyrna (Gavur Izmir) do có nhiều người Hy Lạp và người không theo đạo Hồi.

## Sự kiện

### Quân đội Thổ Nhĩ Kỳ tiến vào

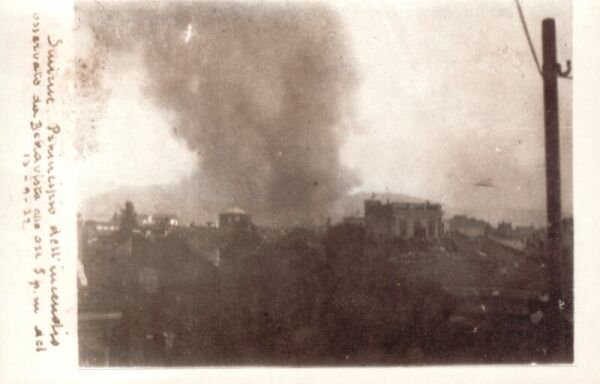
Bắt đầu đám cháy, nhìn từ Bella Vista ngày 13 tháng 9 năm 1922

Khi những tốp lính Hy Lạp cuối cùng rút khỏi Smyrna tối thứ sáu ngày 8 tháng 9, những thành phần đầu tiên của lực lượng của Mustafa Kemal, một sư đoàn kỵ binh Thổ Nhĩ Kỳ, tiến vào thành phố từ phía bắc bến cảng, thiết lập trụ sở tại tòa thị chính gọi là Konak. Chỉ huy quân đội ban đầu là Mürsel Pasha rồi đến Nureddin Pasha, Tướng của Tập đoàn quân 1 Thổ Nhĩ Kỳ. Ngay từ đầu, sự xâm chiếm thành phố của Thổ Nhĩ Kỳ diễn ra trong trật tự. Sáng ngày 9 tháng 9, ít nhất 21 tàu chiến Đồng Minh neo đậu ở cảng Smyrna, bao gồm tàu đô đốc HMS Iron Duke và King George V  của Anh, cùng với hạm đội gồm tàu tuần tiễu và tàu khu trục dưới sự chỉ huy của Đô đốc Osmond Brock, tàu khu trục USS Litchfield, Simpson, và Lawrence của Hoa Kỳ (sau còn có Edsall), ba tàu hải dương và hai tàu khu trục Pháp dưới sự chỉ huy của Đô đốc Dumesnil, và một tàu tuần tiễu và một tàu khu trục Ý. Để đề phòng, thủy thủ và binh lính từ hạm đội Đồng Minh lên bờ để canh gác những khu vực tương ứng nhằm duy trì tính trung lập trong trường hợp bạo loạn xảy ra giữa người Thổ và người Công giáo.
Ngày 9 tháng 9, binh lính Thổ bắt đầu phá vỡ trật tự và kỷ luật, nhắm vào dân cư người Armenia, cướp phá cửa hàng, nhà cửa, tách biệt đàn ông với phụ nữ, đồng thời đem bắt và tấn công tình dục những người phụ nữ đó. Vị giám mục đô thành Chính thống giáo Hy Lạp, Chrysostomos, bị tra tấn và chém đến chết bởi một đám người Thổ Nhĩ Kỳ trước sự chứng kiến của binh lính Pháp, những người được lệnh không can thiệp bởi chỉ huy của họ và được sự đồng ý của Đô đốc Dumesnil.
Nạn nhân của những cuộc thảm sát của quân đội Thổ Nhĩ Kỳ còn bao gồm công dân nước ngoài. Ngày 9 tháng 9, thương gia Hà Lan Oscar de Jongh và vợ bị sát hại bởi kỵ binh Thổ Nhĩ Kỳ, còn một bác sĩ Anh bị đánh đến chết ở trong nhà, trong lúc ngăn cản một cô hầu gái bị cưỡng hiếp.